# 巴特瑙海姆
巴特瑙海姆（德語：Bad Nauheim，發音：[baːt ˈnaʊhaɪm] ⓘ）是德国黑森州达姆施塔特行政区韦特劳县的城市，面积32.54平方千米，2023年12月31日人口为33,809人。

## 友好城市
巴德瑙海姆与以下城市结为友好城市：：
- 德国 巴特朗根萨尔察
- 英格兰 巴克斯頓
- 法國 肖蒙
- 比利时 奥斯特坎普